# Music City Challenger 2008
Il Music City Challenger 2008 è stato un torneo di tennis facente parte della categoria ATP Challenger Series nell'ambito dell'ATP Challenger Series 2008. Il torneo si è giocato a Nashville negli Stati Uniti dal 3 al 9 novembre 2008 su campi in cemento e aveva un montepremi di $75 000.

## Vincitori

### Singolare
Robert Kendrick ha battuto in finale  Somdev Devvarman con il punteggio di 6–3, 7–5

### Doppio
Carsten Ball /  Travis Rettenmaier hanno battuto in finale  Harsh Mankad /  Ashutosh Singh con il punteggio di 6–4, 7–5